# Bộ Nhi (而)
Bộ Nhi, bộ thứ 126 có nghĩa là "mà" hoặc "và"  là 1 trong 29 bộ có 6 nét trong số 214 bộ thủ Khang Hy.
Trong Từ điển Khang Hy có 22 chữ (trong số hơn 40.000) được tìm thấy chứa bộ này.

## Tự hình Bộ Nhi (而)

Giáp cốt văn
Kim văn
Đại triện
Tiểu triện

## Chữ thuộc Bộ Nhi (而)
| Số nét bổ sung | Chữ                                            |
| -------------- | ---------------------------------------------- |
| 0              | 而/nhi/                                        |
| 3              | 耍/sọa/ 耎/nhuyễn/ 耏/nhi/ 耐/năng/ 耑/chuyên/ |